# Space Hawk
Space Hawk (Faucon de l'espace ou Les Faucons de l'espace dans la version pour le Canada francophone) est un jeu vidéo développé et édité par Mattel Electronics, sorti le 19 avril 1982 sur la console Intellivision,.

## Synopsis
Vous êtes un chasseur spatial, équipé d'un jetpack et armé d'un blaster à gaz, à la poursuite du légendaire faucon blanc de l'espace. Si un faucon, une bulle de gaz, une comète ou une amibe vous touche, vous serez définitivement perdu dans l'infinité de l'espace. Vous avez trois façon de vous en sortir : manœuvrez rapidement votre jetpack, éliminez les dangers avec votre  blaster, ou sautez dans l'hyperespace... mais dans ce cas-là, vous risquez de vous retrouver dans une zone encore plus dangereuse !

## Développement
À son arrivée chez Mattel Electronics en juin 1981, le programmeur Bill Fisher reçoit pour mission de modifier le code source original de Meteor! inclus dans Astrosmash de John Sohl, pour voir s'il est possible d'en tirer un jeu proche d'Asteroids du concurrent Atari, tout en étant suffisamment différent pour éviter les poursuites. Il en tire Space Hawk, avec un astronaute en apesanteur comme élément principal, et des comètes, bulles et autres faucons remplaçant les astéroïdes et les soucoupes volantes. Mais le mouvement de dérive, qui tente d'imiter un environnement sans gravité, rappelle inévitablement le mouvement des vaisseaux dans Asteroids.
Les illustrations du packaging sont de Jerrol Richardson.

## Héritage
Space Hawk est présent, émulé, dans la compilation Intellivision Lives! (en) sortie sur diverses plateformes, ainsi que dans A Collection of Classic Games from the Intellivision.
Le 24 mars 2010, Space Hawk fait partie des jeux disponibles au lancement du service Game Room (en) de Microsoft, accessible sur Xbox 360 et PC.
Space Hawk fait partie des jeux intégrés dans la console Intellivision Flashback, sortie en 2014.